# Kemeneskápolna
Kemeneskápolna là một thị trấn thuộc hạt Vas, Hungary. Thị trấn này có diện tích 4,97 km², dân số năm 2010 là 87 người, mật độ 18 người/km².